# Gare de Bois-le-Roi
Gare de Bois-le-Roi vasútállomás Franciaországban, Bois-le-Roi településen.

## Vasútvonalak
Az állomást az alábbi vasútvonalak érintik:
- Párizs–Marseille-vasútvonal

## Kapcsolódó állomások
A vasútállomáshoz az alábbi állomások vannak a legközelebb:
- Gare de Melun (Paris Gare de Lyon, Line R)
- Halte de Fontainebleau - Forêt (Gare de Montereau, Gare de Montargis, Line R)